# Église Saint-Lubin de Blois
L'ancienne église Saint-Lubin était l'une des églises majeures de la cité médiévale de Blois, en France métropolitaine. Fondée au début du Moyen Âge, elle a existé pendant environ cinq siècles jusqu'en l'an 1114 avant d'être détruite par un incendie, sans n'avoir jamais été reconstruite.

## Histoire
L'église ayant disparu au début du XIIe siècle et les textes la mentionnant étant relativement peu nombreux, il est difficile d'établir sa chronologie exacte. Il est néanmoins certain que Saint-Lubin fait partie des sanctuaires chrétiens créés à l'époque mérovingienne, entre les VIe et VIIe siècles, avec ceux de Saint-Pierre, de Saint-Honoré, de Sainte-Marie et de Saint-Martin. À cette époque, la chapelle Saint-Lubin constituait le principal lieu de culte pour les habitants de la ville de Blois, qui ne s'étendait alors que sur la rive droite de la Loire. Une modeste église aurait ensuite été érigée entre les VIIe et VIIIe siècles.
En l'an 924, le vicomte Thibaud l'Ancien demanda le transfert des moines bénédictins (établis à la chapelle Saint-Calais depuis 866) hors de l'enceinte du château, et c'est ainsi que le roi Raoul leur concéda l'église Saint-Lubin,, alors en contrebas de la motte castrale, ainsi que le quartier du Foix environnant.
Cependant, l'église Saint-Lubin fut consumée par un incendie presque deux siècles plus tard, en 1114. Un nouvel établissement religieux sera construit en lieu et place, l'abbatiale Saint-Laumer, où furent transférées les reliques de Saint Lubin, bien que son vocable disparaît de la ville de Blois.
Bien qu'elle ne soit plus proche de l'ancienne église Saint-Pierre du Foix, également disparue, la rue Saint-Lubin est aujourd'hui le principal souvenir de cette église dont aucun vestige matériel n'a été retrouvé.

## Localisation
D'après les travaux des blésois Frédéric Lesueur puis d'Annie Cosperec, il semblerait que l'église Saint-Lubin ait existé à l'emplacement de l'actuelle église Saint-Nicolas du Foix,.